# Formamid
Formamid – organiczny związek chemiczny z grupy amidów, pochodzący od kwasu mrówkowego i będący najprostszym przedstawicielem tej klasy związków. Stosowany jest w syntezie organicznej jako rozpuszczalnik oraz plastyfikator.

## Otrzymywanie
W przeszłości formamid otrzymywany był dwustopniowo: najpierw w wyniku reakcji kwasu mrówkowego z amoniakiem otrzymywano mrówczan amonu, który następnie ogrzewano:
HCOOH + NH
3 → HCOONH
4 → HCONH
2 + H
2O
Obecnie przemysłowa metoda otrzymywania formamidu oparta jest na amonolizie mrówczanu metylu:
HCOOCH
3 + NH
3 → HCONH
2 + CH
3OH